# Holy Cross Wilderness
Pour les articles homonymes, voir Holy Cross.
L'Holy Cross Wilderness est une aire protégée américaine située dans les comtés d'Eagle, Lake et Pitkin, au Colorado. Fondée en 1980, elle protège 495,5 km2 dans la forêt nationale de San Isabel et la forêt nationale de White River.